# Пузо, Виктор
Ви́ктор Пу́зо (настоящее имя — Ви́ктор Влади́мирович Бура́вкин; род. 24 января 1974, Москва) — российский андеграундный музыкант, художник, видеоблогер и актёр, известный своим саркастическим отношением к современному обществу. В видео Виктора Пузо присутствуют отсылки к алкоголю и нецензурная лексика. Некоторые его высказывания стали интернет-мемами.

## Биография
Родился 24 января 1974 года в Москве.
В 1995 году окончил Московский Государственный институт культуры (факультет режиссуры), затем Высшее театральное училище имени М. С. Щепкина. (1998 год, актёрский факультет, мастерская В. Коршунова).
С 1997 года играет в рок-группе «Прохор и Пузо» и ВИА «Кетчуп и Майонез».
С 2006 года участвует в нескольких художественных выставках.
В июле 2007 года дал интервью журналу Rolling Stone Russia.
Одно время состоял в художественной группе «Митьки».

## Популярность в интернете
С 2008 года Виктор Пузо начал вести активную карьеру на YouTube и снимал гневные видео с нецензурной лексикой. Многие эти видео и его высказывания стали интернет-мемами. На канале также выходила программа «Познавая Мир», среди гостей которой были актёры Сергей Пахомов и Владимир Епифанцев, снявшиеся в фильме «Зелёный слоник», а также фронтмэн группы «НОМ» Сергей Кагадеев и писатель Михаил Елизаров.
11 декабря 2017 года его YouTube-канал был заблокирован, но его видео постепенно восстанавливают.

## Дискография
| непр                                                                               | Лейбл                  | Год выпуска |
| ---------------------------------------------------------------------------------- | ---------------------- | ----------- |
| Лариса (проект «ВИА Кетчуп и Майонез»)                                             | KIM REE                | 1998 год    |
| Гомосексуализь военного времени (проект «ВИА Кетчуп и Майонез»)                    | KIM REE                | 1999 год    |
| Сила.Порно (проект «ВИА Кетчуп и Майонез»)                                         | KIM REE                | 2001 год    |
| Готика (проект «Прохор и Пузо»)                                                    | Скотобаза rec., АнТроп | 2001 год    |
| Водка с Мороженым                                                                  | PUZO Inc.              | 2003 год    |
| Концентрат Духовности (сборник) (проекты «ВИА Кетчуп и Майонез» и «Прохор и Пузо») | Союз                   | 2003 год    |
| Особые Мелодии                                                                     | PUZO Inc.              | 2008 год    |
| Водка (проект «Прохор и Пузо»)                                                     | Союз                   | 2008 год    |
| Алла (проект «Прохор и Пузо»)                                                      | Союз                   | 2010 год    |
| Печаль Моя. Песни на стихи Вани Хуева (также известен под названием «Собака»)      | PUZO Inc., Союз        | 2011 год    |
| Тлен (проект «Прохор и Пузо»)                                                      | Союз                   | 2014 год    |
| Чорный Шансон (вместе с Иваном Лубяным)                                            | PUZO Inc.              | 2016 год    |
| [Тундра](проект «Прохор и Пузо»)                                                   | Союз                   | 2017 год    |
| Мирный атом [single] (проект «Прохор и Пузо»)                                      | Союз                   | 2019 год    |
| Делирий (проект «Прохор и Пузо»)                                                   | Союз                   | 2020 год    |

## Как художник
- 2006 — выставка секты «Колдовские художники», Женева, галерея Ruine;
- 2007 — «ТарТаРаРы», галерея Борей, Санкт-Петербург;
- 2007 — «Слоновник», галерея Le Samovar, Женева;
- 2008 — «Русский космос», Зверевский центр, Москва;
- 2010 — «Комната страхов», Государственная Третьяковская Галерея на Крымском Валу, в рамках проекта «Санаторий искусств», Москва;
- 2010 — «Гоп-арт», фестиваль «Живая Пермь», Пермь;
- 2012 — «Митьки и космос», Государственный музей космонавтики, Москва;
- 2012 — Проект «Партия», Третьяковская Галерея на Крымском валу, Москва;
- 2012 — «Повышенная культура быта», Митьковский музей, Санкт-Петербург.[8]

## Как актёр

### Фильмы
- 2011 — Звёздный ворс — бандит Язбеца
- 2014 — Да и да — Митя, художник
- 2023 — Птицеферма — старик-желдобинец (в титрах подписан как Виктор Буравкин)

### Озвучивание
- 2001 — Chaser: Вспомнить всё (Руссобит-М) — компьютерная игра
- 2009 — Приключения Прохора и Пузо — Анимация — в роли Пузо

### Клипы
- 2012 — Барто feat. Трэш-шапито КАЧ — Кисья ересь (Pussy Riot cover) — священник